# Amarillo (canción de Shakira)
«Amarillo» es una canción interpretada por la cantante colombiana Shakira, parte de su undécimo álbum de estudio El Dorado.
Tras su lanzamiento, la canción se estrenó directamente en el puesto 39 de las listas españolas, convirtiéndose así en una de las canciones más exitosas del álbum en esta lista.

## Antecedentes y producción
La canción es una canción de estilo pop, que también incorpora el estilo pop latino, como todas las canciones del álbum. La canción fue escrita por Shakira y Luis Fernando Ochoa, y fue producida por Shakira, Ochoa y Supa Daps, quienes también produjeron la canción «Toneladas», que también se incluye en el álbum.
Cerca del lanzamiento del álbum, Shakira subió el audio de la canción a su canal de Vevo, y a partir de septiembre de 2021, su recuento de vistas es de aproximadamente 16 millones de visitas. En Spotify, la canción logró obtener más de 27 millones de reproducciones.

## Posicionamiento en listas
| Listas (2017)       | Mejor posición |
| ------------------- | -------------- |
| España (PROMUSICAE) | 39             |